# Gephyrochromis moorii
Gephyrochromis moorii è una specie di ciclidi haplocromini endemica del Lago Malawi, che si trova esclusivamente in aree sabbiose aperte, dove vive in piccoli gruppi da tre a sette individui. I maschi non sono strettamente territoriali, ma difendono i siti di alimentazione da altri maschi.  Il nome specifico onora il citologo e biologo inglese John Edmund Sharrock Moore (1870-1947).